# Элиассон, Лена
Лена Элиассон (швед. Lena Eliasson; 22 июля 1981) — шведская ориентировщица, призёр чемпионатов мира по спортивному ориентированию.
В юношеском возрасте участвовала как на летних молодёжных чемпионатах мира (ориентирование бегом), так и на зимних (ориентирование на лыжах). В обоих видах добилась значительных успехов — четвёртое место на молодёжном чемпионате мира 2001 в Венгрии на средней дистанции,
и серебряная медаль на длинной дистанции молодёжного чемпионата мира 2001 года в итальянском Трентино.
Самым большим успехом на данный момент (2011) во взрослой карьере можно считать две бронзовые медали в спринте на чемпионате мира в Киеве в 2007 году и в 2011 году во Франции.